# 施瓦策毛爾山
48°35′25″N 14°39′30″E / 48.59028°N 14.65833°E
施瓦策毛爾山（德語：Schwarze Mauer），是中歐的山峰，位於奧地利和捷克接壤的邊境，屬於格拉岑高地的一部分，距離卡梅內克山1公里，海拔高度1,071米。